# Mercenary for Justice
Mercenary for Justice is een Amerikaanse/Zuid-Afrikaanse actiefilm uit 2006 onder regie van Don E. FauntLeRoy.

## Verhaal
Huurling John Seeger heeft drie jaar geleden Galmoral Island, Zuid-Afrika, met zijn geharde team ten val gebracht om de Verenigde Staten – via de aanwezige olie en diamanten – een verzekerde bron van inkomsten te bieden. Het Franse leger dringt de huurlingen verder terug, maar middels ontvoering van de Franse ambassadeur en diens familie – vrouw, dochter en zoon – hopen de prijsvechters tijdens een coupe de Franse bezetter een stevige hak te zetten. Wapenkenners Kruger en Dekerk zetten blonde blinkvanger Brigid in om de wachten van de ambassade uit te schakelen en de ontvoering succesvol af te ronden. In de wilde chaos zien de schietgrage Afrikaners dat hun vrouwelijke pion aan flarden wordt geschoten en de gegijzelde familie tot gruzelementen exploderen. John verliest niet alleen beste vriend Radio Jones, maar beseft dat zijn eigen mission impossible waarheid is geworden. Op het journaal maakt een verslaggeefster kenbaar dat Frankrijk het bestuur over het eiland overdraagt aan de Verenigde Naties.
In Dade County, Florida, belt Seeger aan bij het huis van Radio's vrouw Shondra en hun zoontje Eddie om zijn belofte aan zijn kameraad te vervullen en de zorg voor de treurende achterblijvers op zich te nemen. John zweert het gezin Radio's lichaam persoonlijk naar huis te halen en een militaire begrafenis voor de koene krijger te arrangeren. Tijdens een belegering op het huis doodt de huurling twee belagers en komt via één telefoontje achter de brute bedenkers: Anthony Chapel, hoofd Black Ops van de CIA, en John Dresham, gespecialiseerd in vuile klusjes. Seeger kondigt een wraakactie aan om zijn voormalige opdrachtgevers duidelijk te maken dat hij met rust wil worden gelaten, maar door de gijzeling van Shondra en Eddie moet hij noodgedwongen deelnemen aan een nieuwe missie. De Griek Ahmet Dasan, multimiljardair en wapenhandelaar, heeft de CIA benaderd om zijn zoon Kamal uit de zwaar bewaakte Randveld-gevangenis, even buiten Kaapstad, te bevrijden voordat hij wordt overgeplaatst naar de Leavensworth-gevangenis in Kansas, de strengst beveiligde nor van het Amerikaanse leger.
In het geheim richten Chapel en Dresham hun pijlen op het financieel uitkleden van de overmatig bewaakte Credit Natal Bank in Kaapstad, waarbij de CIA-kopstukken politiechef Spano Malik inpalmen om het beroven van de bank tot een eenvoudig karwei te maken. Met de vrijwillige hulp van assistente Kelly en de onvrijwillige inzet van verleidelijke muze Maxine Barnol wil Dresham Seeger tot medewerking dwingen, terwijl Chapel de heldhaftige huursoldaat tot op het bot wil motiveren door constant te zinspelen op de belofte die hij zijn gijzelaars onlangs heeft gedaan.
John Seeger verzamelt ondertussen zijn oude teamleden – journaliste Maxine Barnol, computergenie Samuel Kay, rouwdouwer Bulldog, wapentuig Kruger en Dekerk – om zijn opdrachtgevers een koekje van eigen deeg te geven. Met een ingenieuze list vestigen de huurlingen de aandacht van Chapel en Dresham op de bank om hun slag te slaan in de gevangenis, maar een explosieve dood van het duo kwaadwillige Afrikaners willen de overige commando's niet voorkomen. Na het bevrijden van Kamal Dasan vertrekken de resterende huurlingen alsnog naar de bank om Chapel en Dresham met een nieuwe misleiding naar de bajes te verplaatsen en de beraamde bankoverval – zonder noemenswaardig verzet van employee Stanley Morgan en de receptioniste – een verrassende wending te geven.

## Rolverdeling
- Steven Seagal - John Seeger
- Jacqueline Lord - Maxine Barnol
- Michael Kenneth Williams - Samuel Kay
- Adrian Galley - Bulldog
- Zaa Nkweta - Radio Jones
- Faye Peters - Shondra Jones
- Tumi Mogoje - Eddie Jones
- Roger Guenveur Smith - Anthony Chapel
- Luke Goss - John Dresham
- Verity Price - Kelly
- Bruce Young - Spano Malik
- Langley Kirkwood - Kruger
- Vivian Bieldt - Dekerk
- Shaia Wolf - Brigid
- Peter Butler - Ahmet Dasan
- ??? - Kamal Dasan
- Brent Palmer - Stanley Morgan
- Jeannie de Gouveia - receptioniste
- Rudiger Eberle - Franse ambassadeur
- ??? - vrouw ambassaseur
- ??? - dochter ambassadeur
- ??? - zoon ambassadeur
- Shirly Brener - verslaggeefster
- Julie Summers - nieuwslezeres
- Lesley-Anne Down - nieuwslezeres
- Ivaylo Geraskov - Franse kolonel
- Tauriq Jenkins - Griekse kapitein
- Akram Allie - Griekse stafchef
- Farouk Valley-Omar - butler
- James Maritz - Laurent